# Dejan Vinčić

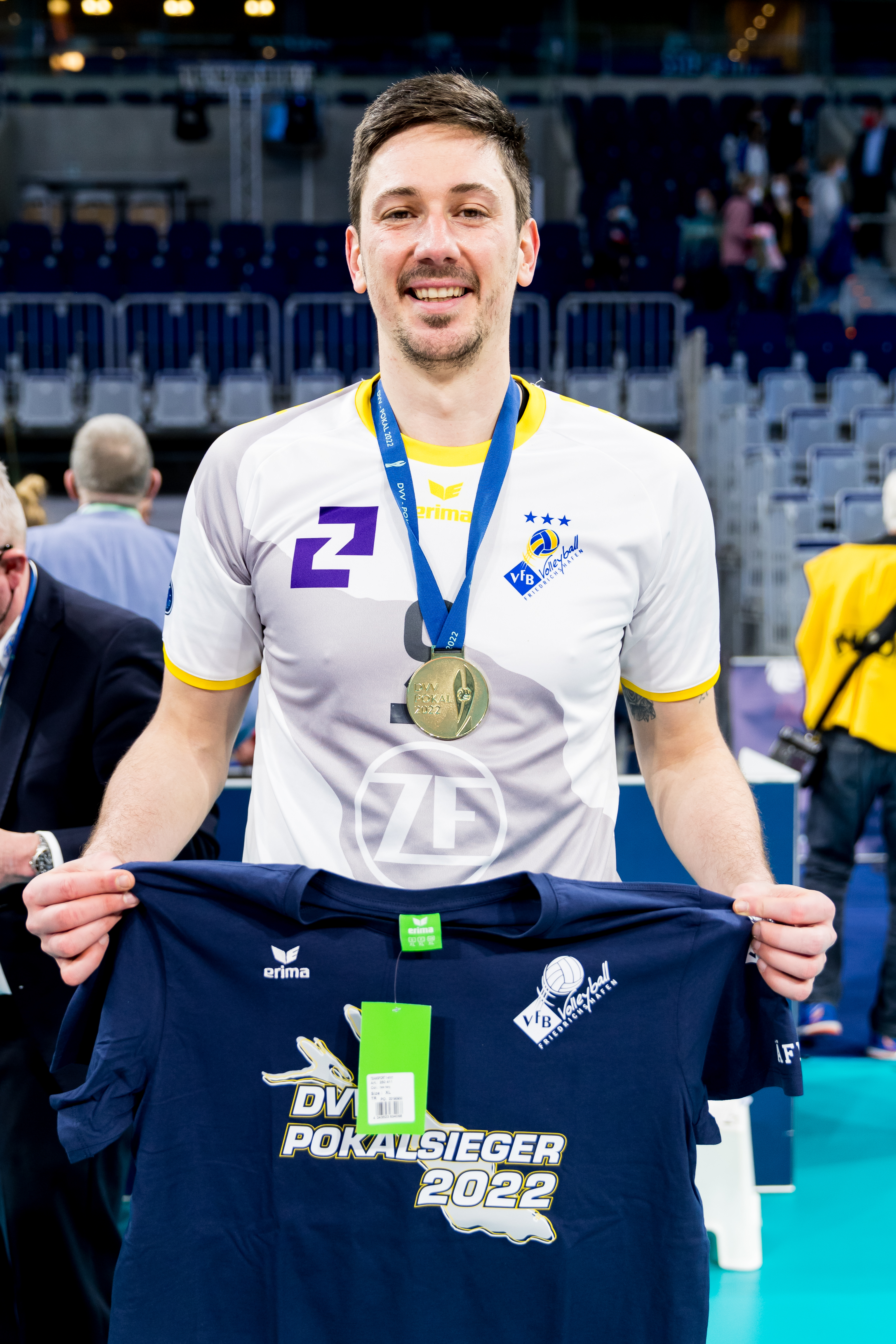
Dejan Vinčić zwycięzcą Pucharu Niemiec 2022

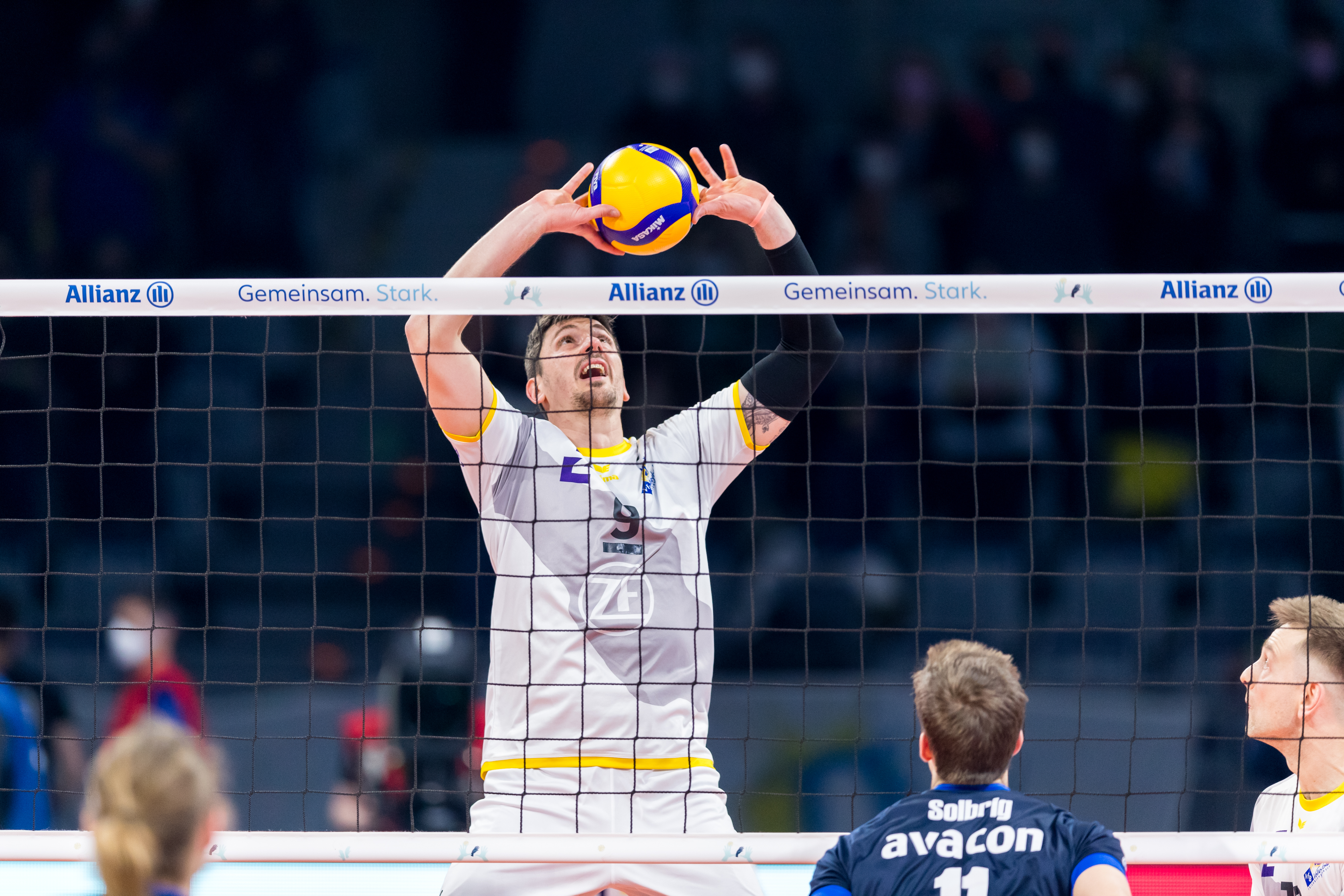
Dejan Vinčić podczas rozgrywania piłki sposobem górnym

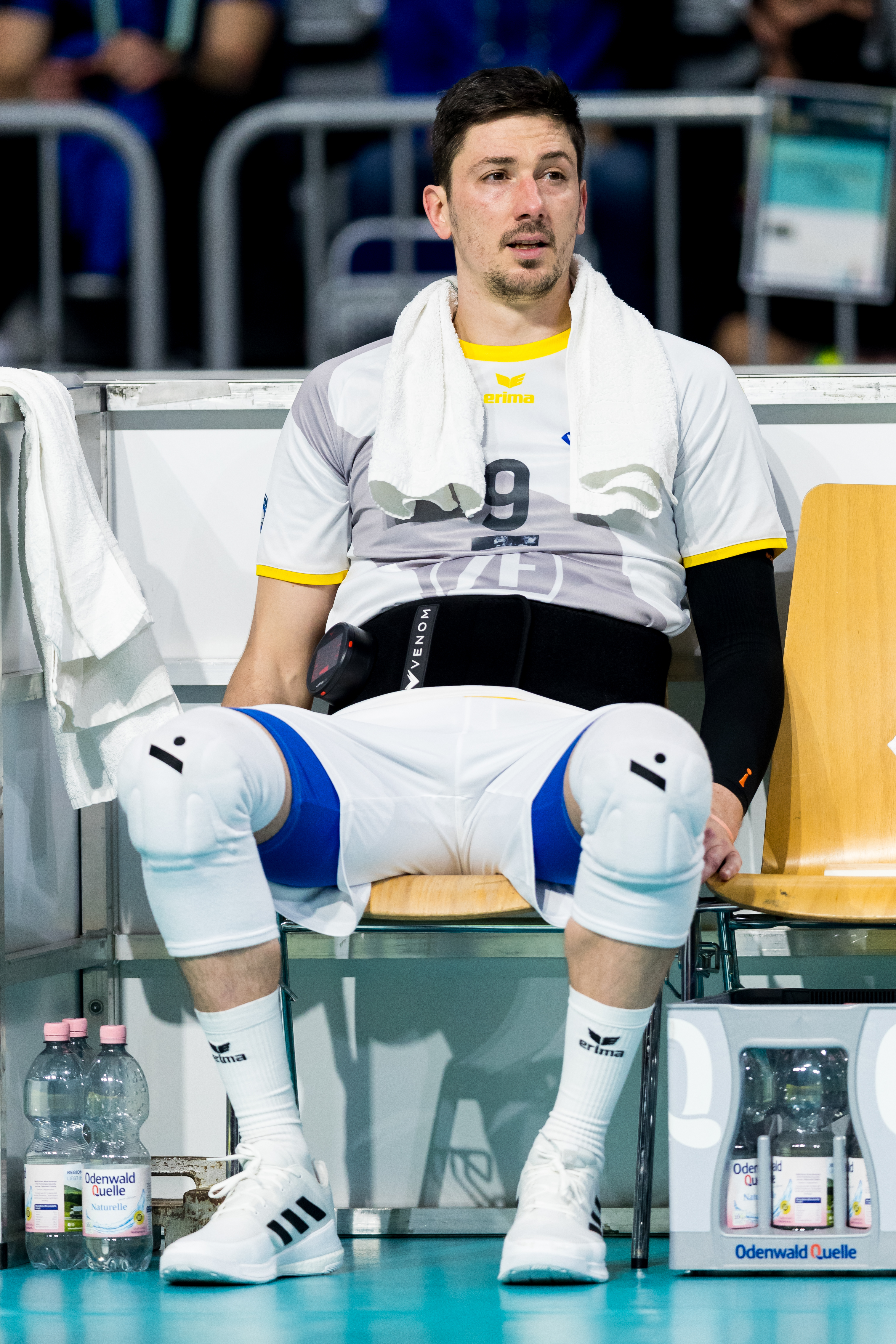
Dejan Vinčić

Dejan Vinčić (ur. 15 września 1986 w Slovenj Gradcu) – słoweński siatkarz, grający na pozycji rozgrywającego, reprezentant kraju. W roku 2012 występował w PGE Skrze Bełchatów, w listopadzie rozwiązano z nim kontrakt za porozumieniem stron. Od sezonu 2017/2018 do 2019/2020 reprezentował barwy Cerradu Czarnych Radom.
Swój pierwszy mecz w kadrze narodowej Słowenii rozegrał 13 maja 2005 roku, w pierwszej rundzie eliminacji do Mistrzostw Świata 2006, kiedy Słowenia zmierzyła się z reprezentacją Mołdawii w Tiszaújváros na Węgrzech.

## Kariera klubowa
| Lata                 | Klub                               |
| -------------------- | ---------------------------------- |
| 2004–2006            | OK Šoštanj Topolšica               |
| 2006–2008            | OK Salonit Anhovo Kanal            |
| 2008–2012            | ACH Volley Bled/ACH Volley Lublana |
| 2012 (do 26.11.2012) | PGE Skra Bełchatów                 |
| 2013–2014            | Maliye Piyango SK                  |
| 2014–2015            | Narbonne Volley                    |
| 2015–2016            | Beauvais Oise UC                   |
| 2016 (do 29.12.2016) | Jenisiej Krasnojarsk               |
| 2017 (od 03.01.2017) | Halkbank Ankara                    |
| 2017–2020            | Cerrad Czarni Radom                |
| 2020–2023            | VfB Friedrichshafen                |
| 2023–2024            | Rapid Bukareszt                    |
| 2024–                | OK Alpacem Kanal                   |

## Sukcesy klubowe
Liga słoweńska:
- 2009, 2010, 2011, 2012
- 2005, 2008, 2025[7]
- 2006

Puchar Słowenii:
- 2009, 2010, 2011, 2012

MEVZA:
- 2010, 2011
- 2009, 2012

Superpuchar Polski:
- 2012

Klubowe Mistrzostwa Świata:
- 2012

Liga turecka:
- 2017

Liga niemiecka:
- 2021, 2022[8], 2023[9]

Puchar Niemiec:
- 2022[10]

Puchar Rumunii:
- 2024[11]

Liga rumuńska:
- 2024[12]

## Sukcesy reprezentacyjne
Igrzyska Śródziemnomorskie:
- 2009

Liga Europejska:
- 2015
- 2011

Mistrzostwa Europy:
- 2015, 2019, 2021
- 2023[13]

## Nagrody indywidualne
- 2015: MVP i najlepszy rozgrywający Ligi Europejskiej